# Snarky Puppy
Snarky Puppy és un grup de jazz fusió instrumental, establert a Brooklin (Nova York, EUA), liderat pel baixista, compositor i productor Michael League. La seva música combina jazz, rock i funk, i ha guanyat tres Premis Grammy.

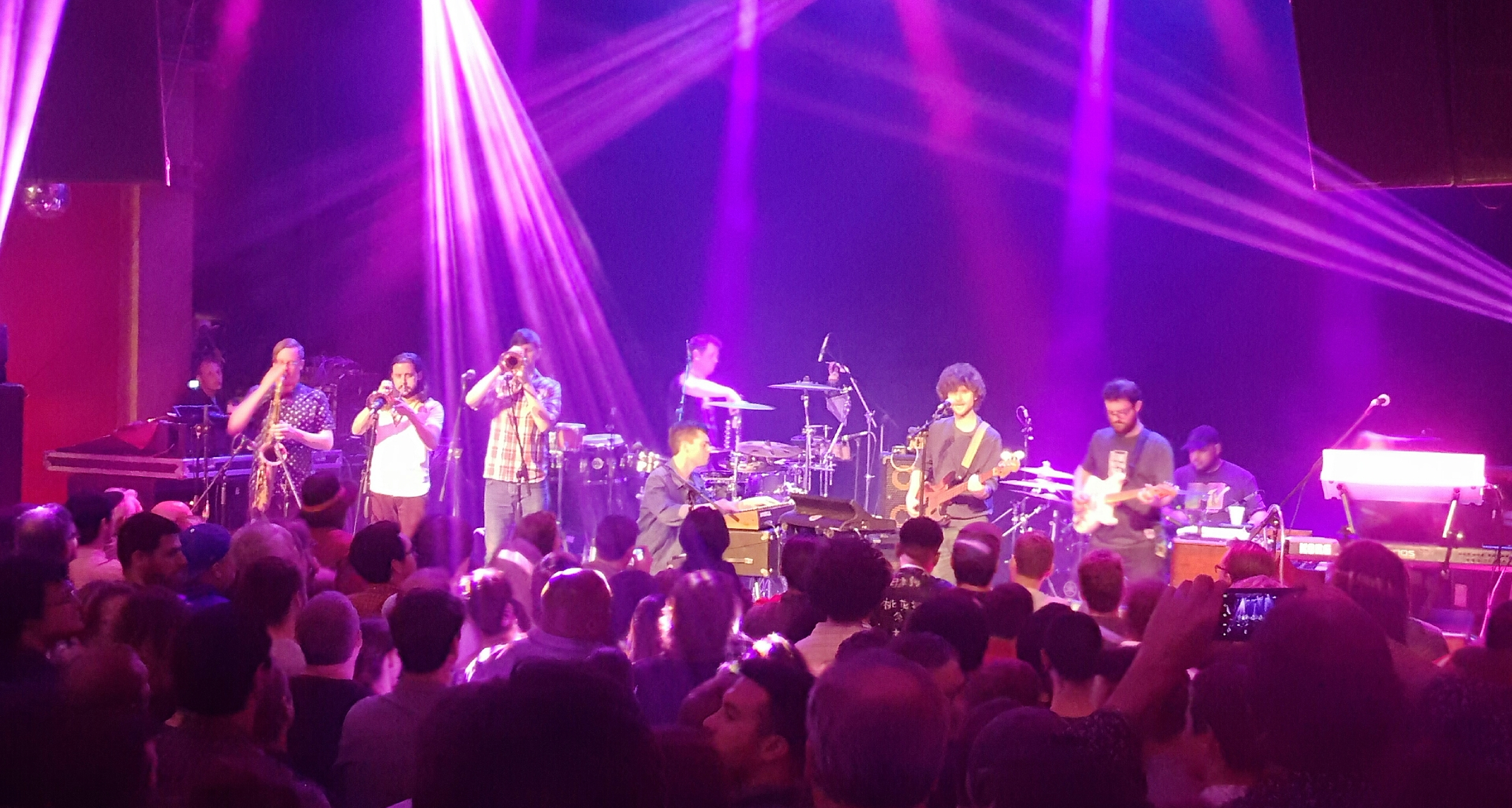
Snarky Puppy al Vogue Theatre, 13 de maig de 2016

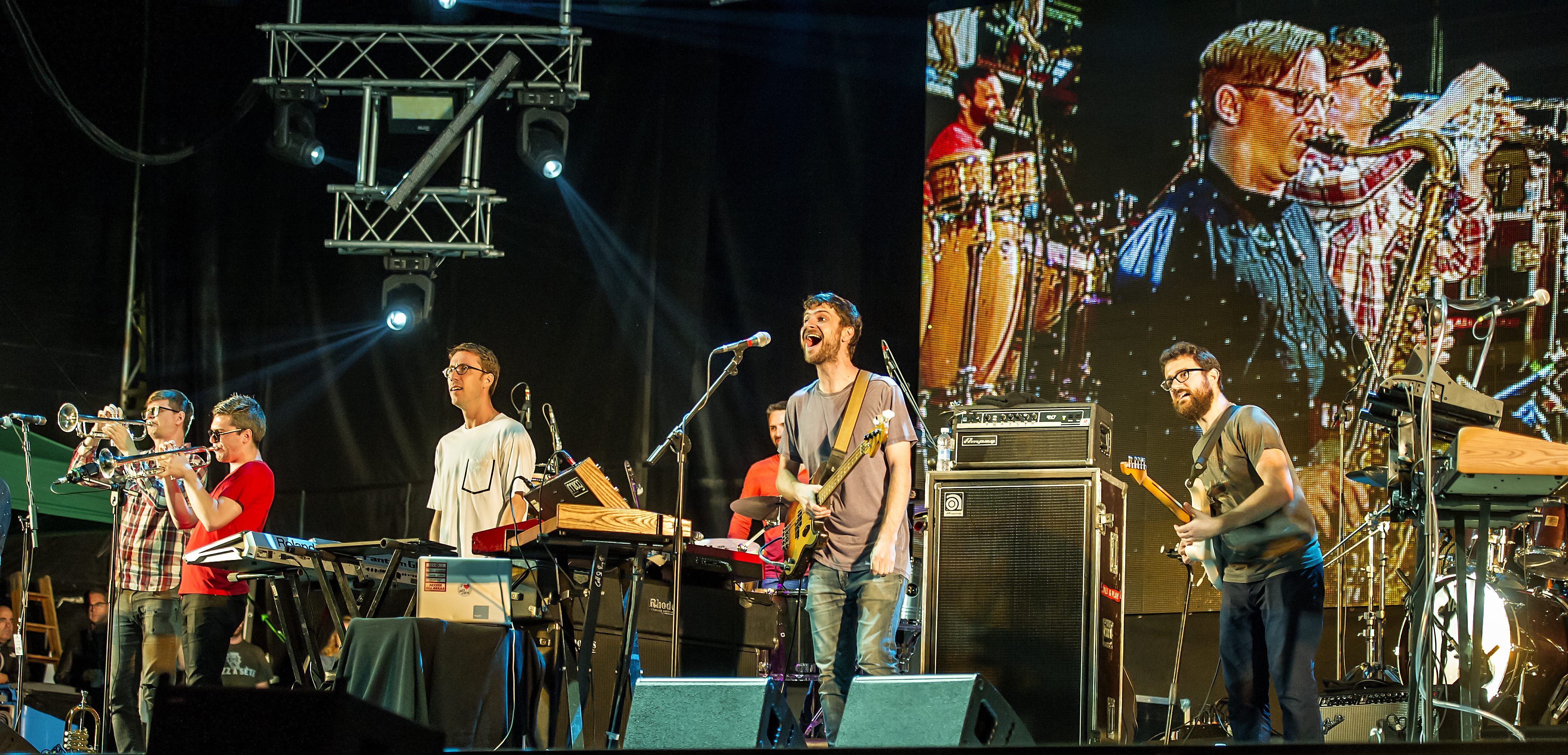
Snarky Puppy al Heineken Jazzaldia, 23 de juniol de 2016

## Història
Creat el 2004 a Denton (Texas, EUA) el 2004 per Michael League, el grup comprèn una quarantena de músics, anomenats The Fam pels amics, que inclouen guitarra, baix, teclats, vent fusta, metalls, corda, bateria i percussió. Molts dels components eren estudiants de la Universitat del Nord de Texas. Provinents d'horitzons diversos, alguns dels membres havien tocat individualment amb Erykah Badu, Marcus Miller, Justin Timberlake, Kirk Franklin, Ari Hoenig, Roy Hargrove, David Crosby, Snoop Dogg, entre d'altres. Durant les gires, el grup imparteix sovint tallers, xerrades i master classes, per tot Amèrica del nord i del sud, Europa, Àsia i Austràlia.
Snarky Puppy va llançar el seu àlbum de debut, Live at Uncommon Ground, el 2005. Els quatre primers àlbums, Tell Your Friends, groundUP, Family Dinner – Volume 1, i We Like It Here, es van publicar de forma independent, i posteriorment en van donar la llicència a Ropeadope Records.
L'octubre de 2013 van enregistrar l'àlbum We Like It Here actuant en directe a la sala Kytopia a Utrecht, Països Baixos. Va ser publicat el febrer de 2014 i va esdevenir número u a les llistes de jazz de iTunes.
El 26 de gener de 2014, Snarky Puppy amb la vocalista Lalah Hathaway van guanyar un premi Grammy a la categoria de millor actuació de R&B, per la interpretació de la cançó "Something" de l'àlbum Family Dinner - Volume 1.
El 2015 van treure l'àlbum Sylva, en col·laboració amb la Metropole Orkest dels Països Baixos, amb el segell Impulse! Records, el qual va entrar en diferents llistes d'èxits de la revista Billboard, tals com número u de la llista Heatseekers, número u de Top Current Jazz Album, i número u d'àlbums de Jazz Contemporani. A més, aquest mateix treball va obtenir, el 2016, el premi Grammy al millor àlbum instrumental contemporani.
Després d'haver guanyat el segon Grammy, el grup va signar un contracte amb el segell discogràfic Universal Music Classics, de l'Universal Music Group. El seu segon treball amb aquest segell va ser Culcha Vulcha, que va guanyar de nou un premi Grammy el 2017, al millor àlbum instrumental contemporani.
Els membres d'Snarky Puppy van continuar treballant tant individualment com col·lectiva fora del grup. És el cas de Cory Henry i Robert "Sput" Searing, els quals van guanyar premis Grammy per treballs fora d'Snarky Puppy. Així mateix, Stanton i Lettieri van col·laborar en l'àlbum de debut de la cantant de jazz indonèsia Eva Celia (And so it begins).

## Discografia
- The Only Constant (2006)

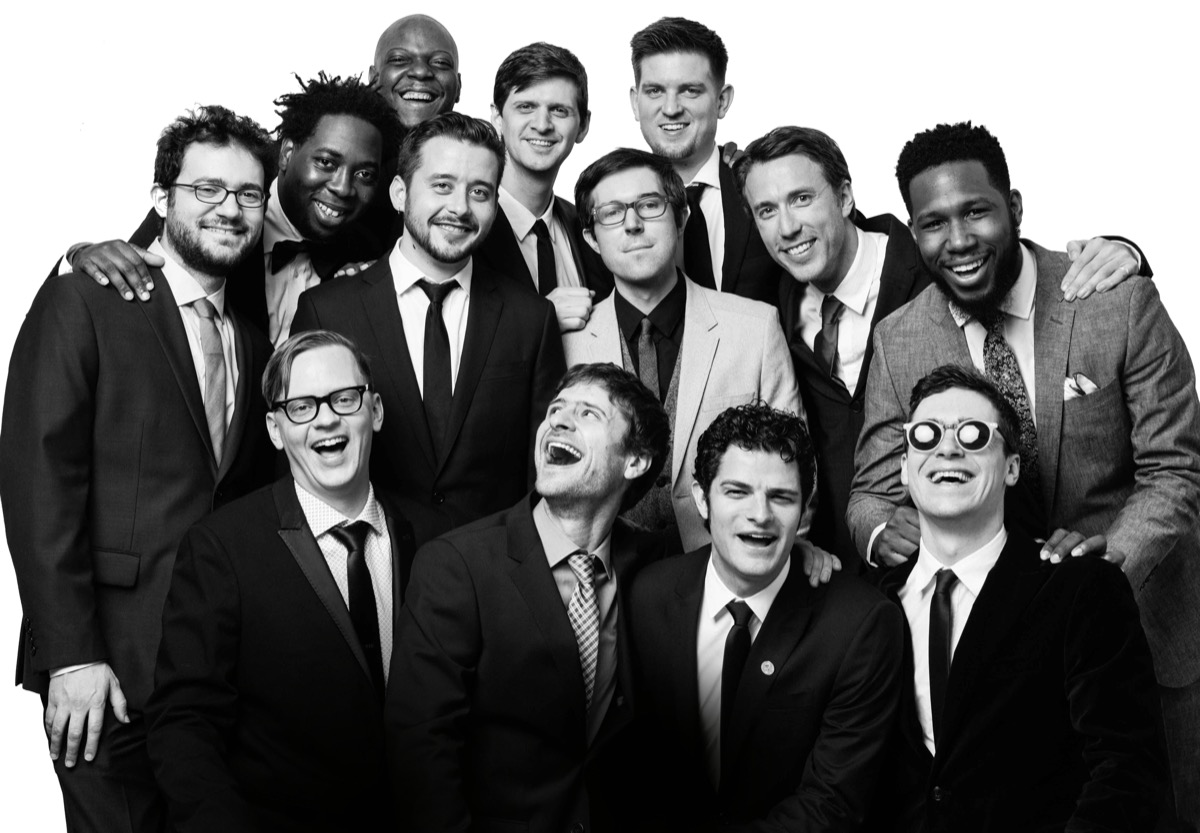
Els components d'Snarky Puppy.

- The World Is Getting Smaller (2007)
- Bring Us the Bright (2008)
- Tell Your Friends (2010)
- groundUP (2012)
- Amkeni, amb Bukuru Celestin (2013)
- Family Dinner - Volume 1 (2013)
- We Like It Here (2014)
- Sylva, amb la Metropole Orkest (2015)
- Family Dinner - Volume 2 (2016)
- Culcha Vulcha (2016)
- Immigrance (GroundUP, 2019)
- Empire Central (GroundUP, 2022)

## Components del grup
- Michael League – baix elèctric i acústic, teclat baix, teclats, guitarra barítona, guitarra clàssica, ukulele baix, veus i líder del grup
- Bob Lanzetti – guitarra elèctrica, guitarra barítona, guitarra Hammertone, veus
- Chris McQueen – guitarra elèctrica i acústica, guitarra barítona, veus
- Mark Lettieri – guitarra, guitarra slide, guitarra barítona, veus
- Bill Laurance – teclats, piano, theremin i veus
- Justin Stanton – teclats, trompeta, fiscorn tenor, clavinet, veus
- Shaun Martin – Moog talkbox, vocoder, teclats, veus
- Cory Henry – teclats, orgue, clavinet, veus
- Bobby Sparks - teclats, orgue
- Mike "Maz" Maher – trompeta, fiscorn tenor, veus
- Jay Jennings – trompeta, fiscorn tenor, veus
- Chris Bullock – saxo tenor, flauta, flauta contralt, clarinet, clarinet baix, teclats, veus
- Bob Reynolds – saxo tenor
- Nate Werth – percussió, veus
- Marcelo Woloski – percussió, veus
- Keita Ogawa – percussió, bateria
- Robert "Sput" Searight – bateria, teclats, veus
- Larnell Lewis – bateria, percussió, veus
- Jason "JT" Thomas – bateria
- Zach Brock - Violí